# Song Hye-rim
Song Hye-rim (en coreano: 성혜림; Changnyeong-gun, Corea, Imperio del Japón, 24 de enero de 1937 - Moscú, Rusia, 18 de mayo del 2002) fue una actriz norcoreana, conocida por ser una de las amantes de Kim Jong-il.

## Biografía
Song nació en Changnyeong-gun, en aquel entonces cuando Corea estaba bajo dominio imperial japonés. En 1955, entraría en el Pyongyang Movie College, pero se retiró al año siguiente para dar a luz a una hija. Más tarde se reinscribió y se graduó, teniendo su debut cinematográfico en 1960. Se convirtió en una actriz popular en la década de 1960, apareciendo en películas como Onjŏngryŏng (온 정령) y Baek Il-hong (백일홍).
Song comenzó a salir con Kim Jong-il en 1968, luego de divorciarse de su primer esposo; se cree que fue su primera amante. En 1971, dio a luz a Kim Jong-nam, quien en un momento se creía que era el favorecido para suceder a Kim Jong-il. Se dice que el nacimiento de su hijo se mantuvo en secreto de Kim Il-sung hasta 1975.
Su hermana, Seong Hye-rang, desertaría del país en febrero de 1996.

## Muerte
A principios de la década de 1980, Song viajó a Moscú con frecuencia para recibir atención médica. En 1996, se informó que Song desertó a occidente, pero funcionarios de inteligencia en Corea del Sur negaron dicha historia. Según informes, murió el 18 de mayo del 2002. Algunos informes dicen que murió en Moscú.